# アルベルト・フェルバー
- アルベール・フェルベール

アルベルト・フェルバー（Albert Ferber, 1911年3月29日 - 1987年1月11日）は、スイス出身のピアノ奏者。

## 経歴
ルツェルンの生まれ。カール・ライマー、ヴァルター・ギーゼキングの各氏に師事したあと、フランスでマルグリット・ロンの薫陶を受けた。また、セルゲイ・ラフマニノフのスイス滞在時に、ラフマニノフから助言をもらっている。1939年にはロンドンに渡り、ジェームズ・チンのピアノ学校で助手をしながら演奏活動を行うようになった。映画音楽方面でも仕事をし、アルバート・バル＝スミス監督の"The Hangman Waits"や"Death in the Hand"等では音楽を担当し、ブライアン・デズモンド・ハースト監督の"The Mark of Cain"ではピアニスト役として出演した。
ロンドンにて没。